# Chevrolet Equinox EV
La Chevrolet Equinox EV è una autovettura prodotta dalla casa automobilistica statunitense Chevrolet a partire dal febbraio 2024.

## Descrizione

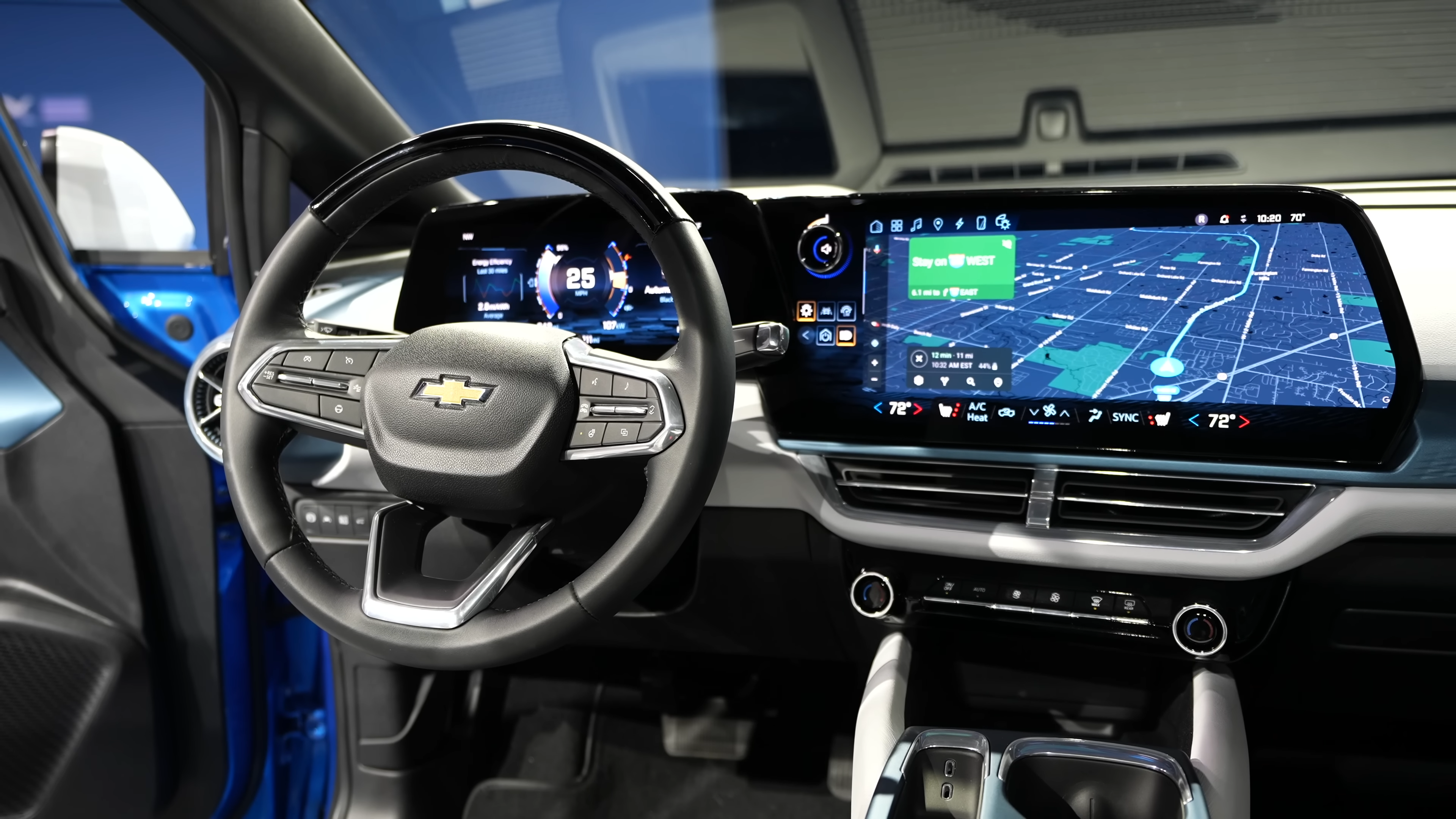
interni

Equinox EV è un SUV ad alimentazione esclusivamente elettrica attraverso un pacco batteria agli ioni di litio, prodotto da General Motors con il marchio Chevrolet, presentato dapprima nel gennaio 2022 con la diffusione di una serie di immagini al Consumer Electronics Show (CES) del 2022 e poi vendita nell'autunno del 2022 durante il salone di Detroit.
L'Equinox EV presenta un design della carrozzeria e dell'interno nonché la base meccanica e telaistica, totalmente diversi rispetto all'Equinox alimentata a benzina.
Disponibile al lancio esclusivamente negli Stati Uniti nei livelli di allestimento LT e RS, la vettura è dotata di specifiche batterie modulari denominate GM Ultium condivise con altri veicoli elettrici prodotti dalla GM. L'allestimento base 1LT ha un'autonomia stimata di 400 km e un monta un singolo motore anteriore da 213 CV (157 kW) e 328 Nm di coppia; in opzione è disponibile una batteria più grande con un'autonomia di 480 km.